# Morti nel 900
| Questa pagina contiene informazioni ricavate automaticamente dalle voci biografiche con l'ausilio del template Bio e di un bot. L'aggiornamento è periodico e automatico e ricostruisce completamente la pagina. Se manca una persona in questa lista, sei pregato di non aggiungerla, ma accertati piuttosto che la sua voce biografica contenga il template Bio e che i dati anagrafici siano correttamente compilati. Se il template Bio manca, inseriscilo tu stesso o, in alternativa, metti l'avviso {{tmp\|Bio}} che ne segnala la mancanza. Se i dati riportati sono sbagliati, correggi direttamente la voce biografica; le modifiche saranno visibili in questa lista entro pochi giorni. Per chiarimenti vedi il progetto biografie. La lista contiene solo le 7 persone che sono citate nell'enciclopedia e per le quali è stato implementato correttamente il template Bio. Pagina aggiornata al 10 mar 2025. |

- 26 marzo - Papa Giovanni IX, papa, cardinale e vescovo italiano
- 17 giugno - Folco il Venerabile, arcivescovo, abate e teologo francese
- 13 agosto - Sventibaldo di Lotaringia, re franco
- Donald II di Scozia, re
- Giovanni, vescovo italiano
- Ono no Komachi, poetessa giapponese (n. 825)
- Benedetto Revelli, vescovo italiano